# Roc Casagran i Casañas
Roc Casagran i Casañas   (Sabadell, 24 de maig de 1980) és un professor i escriptor català, especialitzat en poesia i novel·la.

## Biografia
Es llicencià en Teoria de la Literatura i Literatura Comparada per la Universitat Autònoma de Barcelona. Treballa com a professor de llengua i literatura amb alumnes de secundària a l'Escola Sant Nicolau.
Ha publicat els llibres de poemes Els carrers de les fàbriques (Premi Martí Dot, Viena, 2001), Trènicament trennificats (Emboscall, 2005), Després de Sarajevo (Premi Miquel Àngel Riera, Sa Nostra, 2004) i L'ombra queixalada (Premi de Poesia Parc Taulí 2010, Pagès Editors). Fa recitals de poesia arreu del país, de vegades acompanyat pel cantautor Cesk Freixas o la cantautora Lu Rois.
Pel que fa a narrativa, ha publicat Camí d'Ítaca (Mina, 2006), escrit conjuntament amb Oleguer Presas, així com les novel·les Austràlia (Premi Pin i Soler de narrativa 2007, Columna), Un ós panda al pas zebra (Columna, 2011), Ara que estem junts (Columna, 2012) i una revisió del Llibre de les bèsties de Ramon Llull (Sembra, 2015). El 2016 publicà la novel·la L'amor fora del mapa, amb Sembra Llibres. Els 14 poemes que conté aquesta novel·la es convertiren en un disc homònim de la mà de Borja Penalba i Mireia Vives. El 2021 va publicar la seva primera novel·la infantil il·lustrada (Ed. Amsterdam), T'estimo fins a l'horitzó.
A banda de la seva trajectòria literària, ha estat membre del consell de redacció de la revista sociocultural sabadellenca Ordint la Trama durant els seus vuit anys d'existència (2001-2009). També és membre de la Fundació Bosch i Cardellach de Sabadell.
Ha col·laborat amb diversos mitjans de comunicació, com Ràdio Castellar, Ràdio Sabadell, Catalunya Ràdio, Ara o Directa.

## Llibres
- Els carrers de les fàbriques. Barcelona. Ed.: Viena, 2002 (poesia).
- Trènicament trennificats. Vic. Ed.: Emboscall, 2005 (poesia).
- Després de Sarajevo. Palma. Ed.: Caixa de Balears, 2005 (poesia).
- Camí d'Ítaca. Barcelona. Ed.: Mina, 2006 (narrativa) (escrit amb Oleguer Presas).
- Austràlia. Barcelona. Ed: Columna, 2008 (novel·la).
- Un ós panda al pas zebra. Barcelona. Ed. Columna, 2011 (novel·la).
- L'ombra queixalada. Lleida. Ed.: Pagès, 2011 (poesia).
- Ara que estem junts. Barcelona. Ed.: Columna, 2012 (novel·la).
- Llibre de les bèsties. A través de Roc Casagran. Carcaixent. Ed.: Sembra Llibres, 2015 (narrativa).
- L'amor fora de mapa. Carcaixent. Ed.: Sembra Llibres, 2016 (novel·la).
- Direm nosaltres. Ed.: Amsterdam, 2018 (poesia). Amb pròleg de Feliu Formosa. ISBN 978-84-16743-62-9
- T'estimo fins a l'horitzó. Ed.: Amsterdam, 2021 (infantil il·lustrat).
- L'abraçada que. Ed.: Amsterdam, 2022 (poesia) ISBN 978-84-17918-81-1
- Somiàvem una illa. Ed.: Univers, 2024 (novel·la).

## Premis i reconeixements
- 2001 - Premi Martí Dot de Sant Feliu de Llobregat, per Els carrers de les fàbriques
- 2004 - Premi Miquel Àngel Riera de Poesia, per Després de Sarajevo
- 2007 - Premi Ciutat de Tarragona de novel·la Pin i Soler, per Austràlia
- 2010 - XIII Premi de Poesia Parc Taulí, per L'ombra queixalada
- 2016 - Premi La Llança d'Òmnium cultural, per L'amor fora de mapa
- 2024 - Premi Sant Jordi de novel·la, per Somiàvem una illa[6]